# Наро-Фоминская операция
Наро-Фоминская операция — оборонительная операция советских войск центра Западного фронта против наступления немецкого Вермахта, проведённая с 1 по 5 декабря 1941 года на наро-фоминском направлении, в ходе Московской битвы.

## Ход операции

### Прорыв 1—3 декабря 1941 года
Немецкие войска 1 декабря попытались силами 4-й армии прорваться к городу в полосе обороны 5-й, 33-й и 43-й армий Западного фронта вдоль Минского и Киевского шоссе.
К началу наступления противника советскими  войсками была оборудована лишь главная полоса обороны. Создав многократный перевес в живой силе и технике, соединения 20-го армейского корпуса вермахта прорвали оборону 33-й армии в районе Таширово. 
На левом фланге 33-й армии немцы прорвали оборону 110-й стрелковой дивизии на участках Атепцево, Слизнево и к вечеру 1 декабря овладел Савеловкой и Мачихино. Кроме того, их войска перешли в наступление из района Звенигорода на Голицыно, стремясь выйти в тыл соединениям 5-й армии. Направление ударов противника в сторону Голицыно показывало, что гитлеровское командование намеревалось охватить фланговые соединения 5-й и 33-й армий.
Две немецкие пехотные дивизии с 70 танками прорвали фронт 33-й армии на участке 222-й стрелковой дивизии севернее Наро-Фоминска. Встретив организованное сопротивление со стороны частей 32-й стрелковой дивизии 5-й армии в районе Акулово и понеся потери, неприятельские части у деревни Головеньки свернули на проселочную дорогу и, пройдя около 25 км, 2 декабря достигли района Юшково, Бурцево, создав по дороге промежуточный опорный пункт в районе высоты 210,8.
222 сд понесла большие потери, отдельными частями и подразделениями вела бой в окружении. Командиp дивизии, полковник Лещинский, во время нападения на КП пропал без вести. Тылы дивизии были отрезаны и части остались без боеприпасов.
2 декабря в 13.00 на участке 110-й стрелковой дивизии немцы перешли в наступление из деревни Савеловка на деревню Афанасьевка и на село Ивановка и после ожесточённых боёв к вечеру продвинулись в направлении Могутово. В 18.00 батальон немецкой пехоты и 8 танков прорвались по дороге, идущей от села Каменское, и вышли к месту расположения штаба дивизии — на Волковскую Дачу. Утром 3 декабря 351-й пехотный полк 183-й пехотной немецкой дивизии повел наступление на обороняемую остатками 110-й дивизии (около 300 человек) опушку леса севернее Могутово, но к вечеру его атаки были отбиты.
В этот день 113-я стрелковая дивизия совместно со сводным полком 43-й армии начала контрудар на Клово и Каменское в тыл группировки противника, чтобы облегчить положение 110-й стрелковой дивизии. 

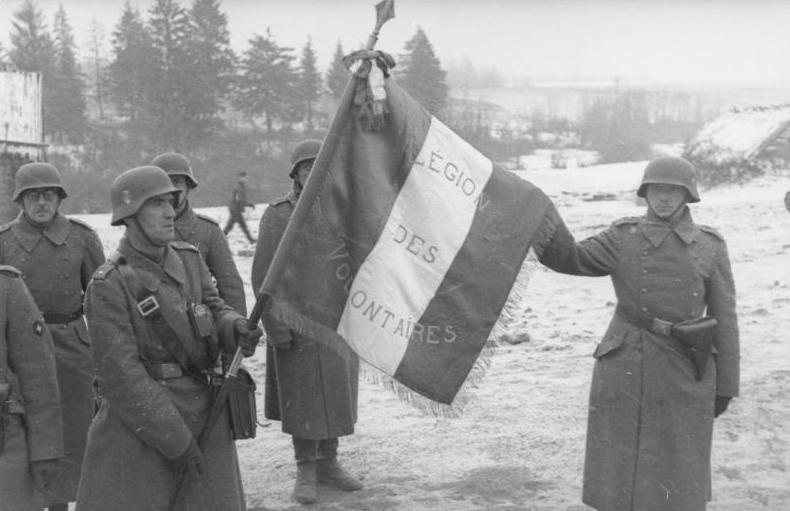
Французские легионеры со знаменем. Ноябрь 1941 г.

Также была предпринята попытка прорваться силами 1 и 2 батальонов 638-й пехотного полка французского легиона, но они наступали без поддержки танков, что привело к большим потерям (65 убитых. 120 раненных и 300 обмороженных).
В первый день наступления в районе северо-восточнее и юго-западнее Звенигорода противник вклинился в оборону советских войск до пяти километров, к концу 2 декабря южнее Наро-Фоминска — до десяти километров. 

### Ликвидация прорыва 3—5 декабря 1941 года
Для ликвидации прорвавшегося в тыл противника у командующего 33-й армией никаких резервов не было. По его просьбе командование Западного фронта передало ему из своего резерва сосредоточиваемые в районе станций Кокошкино, Апрелевка 18-ю стрелковую бригаду, два лыжных батальона, танковый батальон, артиллерийский противотанковый полк и дивизион реактивной артиллерии. Также командование 5-й и 33-й армий осуществило переброску войск с неатакованных участков. 
В результате организованного контрудара к исходу 3 декабря противник был выбит из Юшкова, а к утру 5 декабря оттеснён на исходные позиции севернее Кубинки и южнее Наро-Фоминска. В результате операции советские войска сорвали последнюю попытку немецких войск прорваться к Москве.
В дальнейшем в упорных боях вражеские войска были отброшены за реку Нара. 26 декабря 1941 года город Наро-Фоминск был освобождён.